# Henning Kruse (Glockengießer)
Henning Kruse (auch: Henni Kruse; * vor 1532; † nach 1562) war ein deutscher Glocken- und Geschützgießer in Hannover.

## Leben und Werk
Henning Kruse wirkte im 16. Jahrhundert in der Stadt Hannover und gehörte der hannoverschen Gießerfamilie Kruse an, die teilweise als Apengeter arbeitete. Zur Familie zählte auch Jürgen Kruse.
1533 fertigte Henning Kruse „eine schwere Schlange für die Stadt Hannover“.
Zudem kamen folgende Glocken aus der Werkstatt Kruses im Jahr
- 1557 für Brünnighausen[1]
- 1560 für Springe[1]
- 1562
  - für Wetteborn[1]
  - für Breinum.[1]